# Браду (Сібіу)
Браду (рум. Bradu) — село у повіті Сібіу в Румунії. Адміністративно підпорядковане місту Авріг.
Село розташоване на відстані 199 км на північний захід від Бухареста, 16 км на південний схід від Сібіу, 130 км на південний схід від Клуж-Напоки, 99 км на захід від Брашова.

## Населення
За даними перепису населення 2002 року у селі проживали 1045 осіб.
Національний склад населення села:
| Національність | Кількість осіб | Відсоток |
| -------------- | -------------- | -------- |
| румуни         | 961            | 92,0%    |
| цигани         | 75             | 7,2%     |
| німці          | 8              | 0,8%     |

Рідною мовою назвали:
| Мова      | Кількість осіб | Відсоток |
| --------- | -------------- | -------- |
| румунська | 962            | 92,1%    |
| циганська | 74             | 7,1%     |
| німецька  | 9              | 0,9%     |